# Peter Benedict Christian Graumann
Peter Benedict Christian Graumann (* 23. November 1752 in Waren (Müritz); † 5. Oktober 1803 in Bützow) war ein deutscher Arzt und Hochschullehrer.

## Leben
Peter Benedict Christian Graumann war ein Sohn des Warener Pastors an St. Georgen (Christian) Daniel Graumann (1720–1764) aus dessen zweiter Ehe mit Benedicte Elisabeth, geb. Burchardi (1736–1806), Tochter eines Warener Apothekers und Bürgermeisters.
Graumann erhielt den ersten Unterricht durch seinen Vater und dem Prediger Schramm in Lübs. Danach besuchte er die Schule in Güstrow, wo er den Konrektor Hollmann und den Professor Pries zu seinen Lehrern hatte. 1771 bezog er die Universität Göttingen, an der er Medizin studierte. Er besuchte hier außer den medizinischen Vorlesungen der bekannten Professoren Richter, Strohmeyer, Wrisberg, Murray und Baldinger auch philosophische Kurse.
Nach Beendigung seiner Studien kehrte Graumann in seine Heimat zurück, um sich zu einer längeren Reise zu seiner weiteren Ausbildung vorzubereiten. Er begab sich bald darauf über Berlin, Dresden und Prag nach Wien, wo er sich mehrere Monate ausschließlich mit der Praxis in den Krankenhäusern beschäftigte, wobei ihm besonders der Umgang mit den Ärzten Quarin und Collin nützlich war. Von Wien aus reiste er über Ungarn in sein Vaterland zurück und erwarb sich durch die Verteidigung einer Promotionsschrift (Dissertatio inauguralis continens observationes physico-medicas et sententias, Bützow 1776) die medizinische Doktorwürde, nachdem er schon vorher Magister der Philosophie geworden war.
Daraufhin ließ sich Graumann als praktischer Arzt in Waren nieder, wurde aber 1777 als außerordentlicher Professor der Medizin nach Bützow berufen. In diese Zeit seiner Wirksamkeit fallen folgende Schriften:
- Betrachtungen über die allgemeine Stufenfolge der natürlichen Körper, Rostock 1777
- Brevis introductio in historiam naturalem animalium mammalium, in usum auditorum, Rostock 1778
- Öffentliche Rede über die Freude des Landes bei der Geburt des durchlauchtigen Prinzen Friedrich Ludwig von Mecklenburg, Rostock 1778

1779 übersiedelte Graumann, da ihm seine Stellung nicht behagte, nach Rostock, um sich in dieser Stadt als praktischer Arzt niederzulassen und sich zugleich mit der Schriftstellerei in seinem Fach zu befassen. Er widmete insbesondere dem von ihm damals herausgegebenen Diätischen Wochenblatte für alle Stände (Rostock 1781–83) große Sorgfalt und sah mit Befriedigung, dass sein Bestreben anerkannt wurde. Nützlich waren die ohne seinen Namen erschienenen Quacksalbereien seiner Mitbürger, zur Warnung und Beherzigung geschrieben von dem Verfasser (Rostock 1783, zwei Nummern). Allgemein wichtig war die auf Befehl seines Landesfürsten publizierte Abhandlung über die Franzosen-Krankheit des Rindviehes und die Unschädlichkeit des Fleisches solcher Tiere (Rostock und Leipzig 1784). Darin sprach sich Graumann gegen die teilweise damals noch vertretene Ansicht aus, dass die Tuberkulose der Rinder eine Form der Syphilis sei.
Als Graumann 1784 zum ordentlichen Professor der Medizin in Bützow und zugleich zum Physikus mehrerer Ämter ernannt wurde, kehrte er gern wieder zum Lehrfach zurück, wozu er stets große Neigung fühlte. Auch hielt er naturhistorische und philosophische Vorlesungen, da es an genügend medizinisch interessierten Hörern mangelte. Während seiner zweiten Anstellung in Bützow schrieb er seine Abhandlung über den Nachteil der innerhalb der Städte befindlichen Friedhöfe (Dissertatio de libitina in urbibus toleranda, Bützow 1786). Die Ausführung dieser Ansicht hatte damals noch mit vielen hinderlichen Vorurteilen zu kämpfen. Später scheint er seiner schriftstellerischen Wirksamkeit entsagt zu haben, denn es findet sich nur noch eine von ihm ausgearbeitete Krankengeschichte in Baldingers Neuem Magazine für Ärzte.
Als die Universität später verlegt wurde, blieb er als Arzt und Kreisphysikus in Bützow und wurde dort 1790 auch Hof- und Leibarzt. Hauslehrer bei Graumann in Bützow war zwischen 1795 und 1798 Johann Diederich Otto Zylius. 
Graumann starb im Alter von knapp 51 Jahren. Man begrub ihn am 12. Oktober 1803 auf dem Kirchhof an der Stiftskirche in Bützow.